# 方涯
方涯（1491年—？），字汝濟，號華山，直隸寧國府太平縣人，軍籍，明朝政治人物。

## 生平
嘉靖四年（1525年）乙酉科應天鄉試第二十名舉人，嘉靖八年（1529年）中式己丑科會試第十二名，二甲第五十一名進士。授雲南道監察御史，十三年（1534年）巡按福建，十四年（1535年）十月削籍為民。

## 家族
曾祖方祺；祖父方必通，壽官；父方玟。母胡氏。具慶下。兄方溥，弟方渭。